# Дилленбург (станция)
Дилленбург (нем. Bahnhof Dillenburg) — железнодорожная станция в городе Дилленбург в немецкой земле Гессен. Непосредственно рядом со станцией находится центральный автобусный вокзал, который обслуживается многими автобусными линиями, соединяющимися с окружающей сельской местностью. Вместе они образуют узел общественного транспорта Дилленбурга